# Drężno
Drężno – (niem. Drensch), wieś w Polsce położona w województwie zachodniopomorskim, w powiecie szczecineckim, w gminie Szczecinek.
Miejscowość znajduje się nad jeziorem Studnica i uchodzącą do niego strugą Bielec. Wyznacza południową linie Doliny Gwdy, ponadto objęta jest terenem chronionego krajobrazu "Jeziora Szczecineckie". Znajduje się tu duża Stanica Harcerska im. hm. Marcina Wielochowskiego położona tuż nad jeziorem. We wsi mają swój początek szlaki kajakowe rzeki Gwdy oraz Pętli Szczecineckiej. 
Przez wieś kursują autobusy PKS relacji Szczecinek-Miastko.